# Ана од Алансона
Ана од Алансона (фр. Anna d'Alençon; Алансон, 30. октобар 1492 — Казале Монферато, 18. октобар 1562), дама од Ла Герша, била је француска племкиња и маркиза од Монферата као супруга Вилијама IX, маркиза од Монферата. Она је била намесница маркизата Монферата за свог сина маркиза Бонифација IV од 1518. до његове смрти 1530. године.

## Живот
Ана је била треће дете Ренеа, војводе од Аленсона и његове друге жене војвоткиње Маргарете од Лорене, ћерке Фредерика, грофа од Водемона и грофице Јоланде од Анжуа. Њен отац је умро два дана након њеног рођења.

### Брак
Била је верена за Вилијама IX, маркиза од Монферата члана породице Палеолог, од 1501. године, удала за њега 31. октобра 1508. године, дан после свог шеснаестог рођендана, у цркви Сент Совер у Блоа. Супругу је родила троје деце: Марију (1509–1530), Маргариту (1510–1566) и Бонифација (1512–1530), Вилијамовог наследника који је постао маркиз Бонифације IV од Монферата.
Године 1517. њена најстарија ћерка, Марија, била је верена за Федерика II Гонзагу, сина војвоткиње Изабеле д'Есте, који је касније постало маркиз и војвода од Мантове. Брачни уговор је, међутим, поништен након што је Федерико оптужио маркизу Марију да је покушала да отрује његову љубавницу Изабелу Боскети, жену грофа од Калвизана.

### Намесништво
Након смрти маркиза Вилијама IX 1518. године, новорођенче Бонифације је наследило маркизата. Маркиза Ана је, међутим, деловала као намесница све до његове неочекиване смрти у јуну 1530. године. Она је остала укључена у владу Монферата када је маркиза Бонифација IV наследио на престолу маркизата њен девер Јован Ђорђе, претходно почасни опат Лукедија и (непосвећени) бискуп Касалеа.

### Каснији живот
Бонифацијева смрт је такође поново покренула интересовање војводе Федерика II Гонзаге да се ожени маркизом Маријом. После њене неочекиване смрти у септембру 1530. године, његова пажња се усмерила на другу ћерку, маркизу Маргариту. Након што је размотрила различите предлоге за Маргаритину руку, маркиза Ана се одлучила за сродство са кућом Гонзага и брак је закључен октобра 1531. године.
Године 1533. маркиз Јован Ђорђе је умро, оставивши једног ванбрачног сина, али без права на престо. Уследио је спор око наследства маркизата, царског феуда, а кандидати су били војвода Федерико II Гонзага, маркиз од Салуца и династија Савоја, од којих су сви могли да изнесу уверљиве претензије. У међувремену, маркизат Монферат је био под шпанском доминацијом. Године 1536. Карло V, цар Светог римског царства доделио је феуд војвоткињи Маргарити Палеолог и њеном мужу Федерику II, војводи од Мантове. Маркиза Ана се, међутим, вратила као де факто владарка. Године 1540. војвода Федерико II је умро у Мармиролу и наследио га је његов седмогодишњи син Франческо III као маркиз од Монферата и војвода од Мантове. Војвоткиња Маргарита Палеолог Гонзага постала је намесница, заједно са својим девером кардиналом Ерколом Гонзагом.
По повлачењу из јавног живота, маркиза Ана д'Аленсон је отишла у самостан доминиканских сестара Катарине од Сијене који се налазио поред њене палате у Казале Монферато. Умрла је 18. октобра 1562. године, мало пре свог седамдесетог рођендана.

## Аленсонско наслеђе
Године 1525, након битке код Павије, умро је Анин брат Шарл IV, војвода од Аленсона, оставивши своју личну имовину маркизи Ани и њеној сестри војвоткињи Франсоаз д'Алансон – што је безуспешно оспорила Шарлова удовица, војвоткиња Маргарита, сестра Франсое I, краља Француске. Маркиза Ана је заузврат доделила ову имовину војвоткињи Изабели Гонзаги, најстаријој ћерки војводе Федерика II и војвоткиње Маргарите. Пошто се војвоткиња Изабела одрекла наследства, војвоткиња Маргарита је успела да их пренесе на свог трећег сина Лудовика, каснијег војводу од Неверса и оснивача огранка Гонзага Неверс династије Гонзага.